# یوگنی بابیچ
یوگنی بابیچ (انگلیسی: Yevgeni Babich; ۷ ژانویهٔ ۱۹۲۱ – ۱۱ ژوئن ۱۹۷۲) بازیکن هاکی روی یخ اهل اتحاد جماهیر شوروی سوسیالیستی بود.
وی همچنین برندهٔ جوایزی همچون مدال دفاع از مسکو شده‌است.